# West Hampstead (metropolitana di Londra)
West Hampstead è una stazione della linea Jubilee della metropolitana di Londra.

## Storia
La stazione venne inaugurata il 30 giugno 1879 dalla Metropolitan Railway (ora la linea Metropolitan) a seguito dell'estensione dei binari da Swiss Cottage. La stazione fu capolinea temporaneo fino alla successiva estensione verso Willesden Green aperta il 24 novembre dello stesso anno. Il 20 novembre 1939 passò a far parte della linea Bakerloo quando questa prese la gestione dei servizi sul ramo di Stanmore. Il 1º maggio 1979 quindi venne trasferita alla linea Jubilee, mentre i treni della linea Metropolitan passano nella stazione senza fermarsi.

## Strutture e impianti
Si trova nella Travelcard Zone 2.

## Interscambi

Schema delle tre stazioni di West Hampstead.

La stazione consente l'interscambio con la stazione omonima della linea North London della London Overground, dalla quale dista 100 metri, e con la stazione omonima di Thameslink, dalla quale dista 200 metri.
Nelle vicinanze della stazione effettuano fermata alcune linee automobilistiche, gestite da London Buses.
- Stazione ferroviaria (West Hampstead - London Overground)
- Stazione ferroviaria (West Hampstead - Thameslink);
- Fermata autobus

## Galleria d'immagini

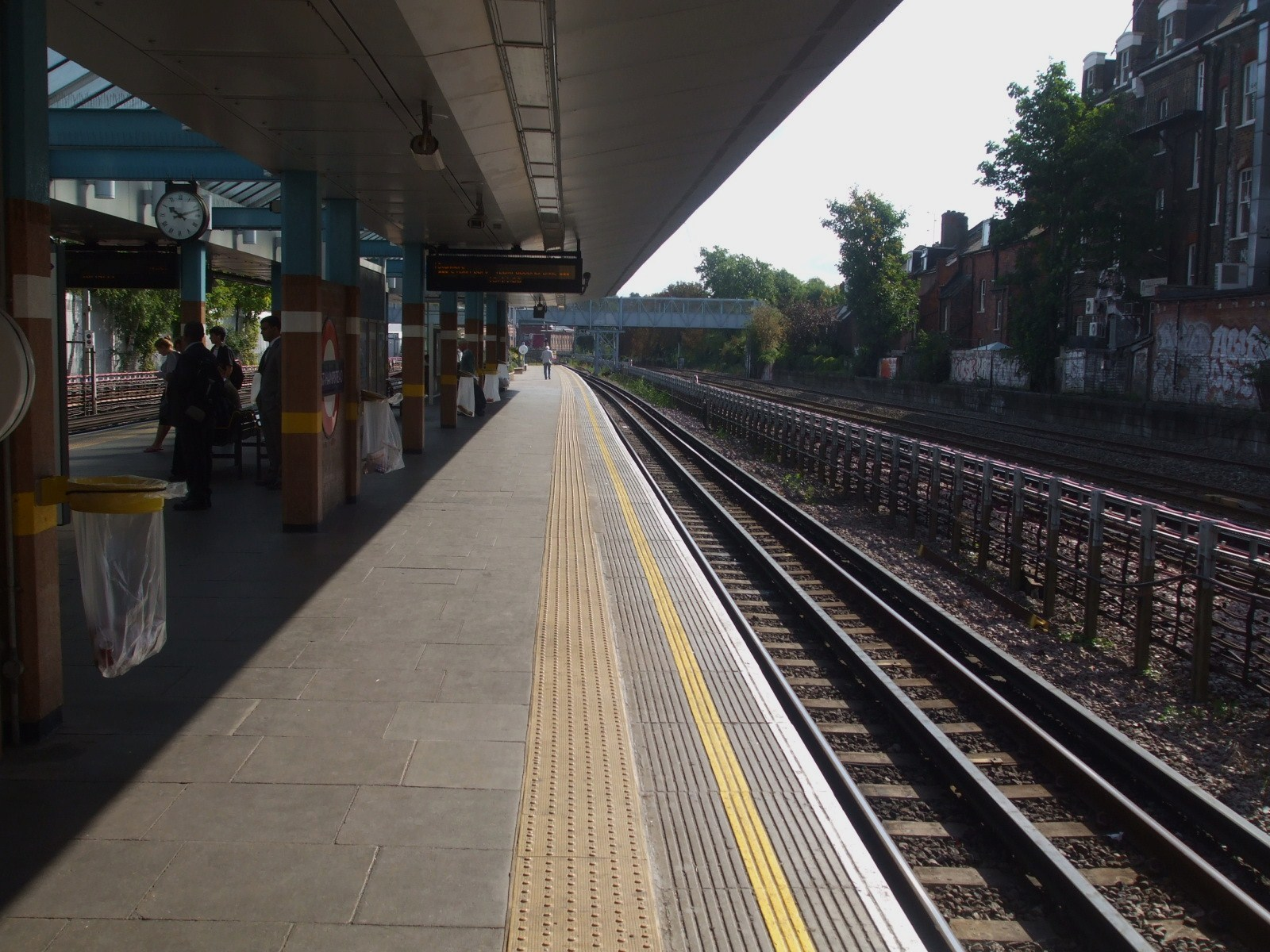
La banchina direzione Stanmore
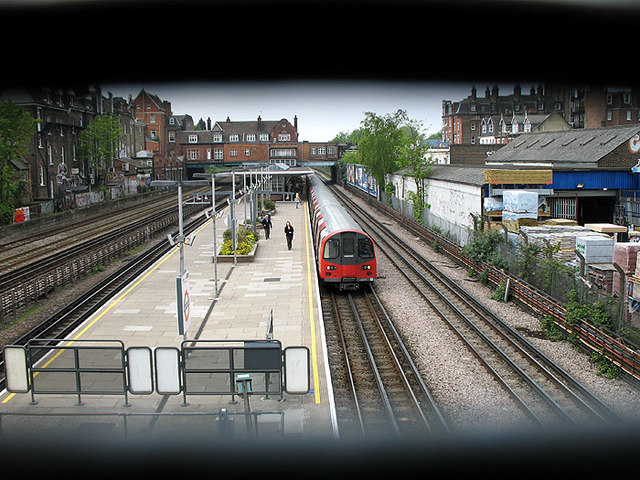
La stazione dall'alto